# Agnese
Agnese ist ein weiblicher Vorname.

## Herkunft und Bedeutung
Er ist die italienische und lettische Form des Namens Agnes.

## Bekannte Namensträgerinnen
- Agnese Allegrini (* 1982), italienische Badmintonspielerin
- Agnese Bonfantini (* 1999), italienische Fußballspielerin
- Agnese Caica (* 1988), lettische Volleyball- und Beachvolleyballspielerin
- Agnese Farnese (um 1450–1509), italienische Adlige
- Agnese Maria von Hohnhorst (1672–1755), ab 1722/23 Äbtissin das Klosters Wienhausen
- Agnese Nano (* 1965), italienische Schauspielerin
- Agnese Possamai (* 1953), italienische Läuferin
- Agnese Schebest (1813–1869), österreichische Opernsängerin
- Agnese Zeltiņa (* 1971), lettische Schauspielerin